# شارلیز ترون
شارلیز ترون (انگلیسی: Charlize Theron؛ زادهٔ ۷ اوت ۱۹۷۵) بازیگر و تهیه‌کنندهٔ اهل آفریقای جنوبی و آمریکا است. او یکی از بازیگران زن با بیشترین دستمزد بوده و جوایز مختلفی از جمله یک جایزهٔ اسکار و یک جایزهٔ گلدن گلوب برنده شده‌است. مجلهٔ تایم در سال ۲۰۱۶ او را به‌عنوان یکی از ۱۰۰ شخص تأثیرگذار در جهان انتخاب کرد.
ترون در دههٔ ۱۹۹۰ با بازی در نقش اول فیلم‌های هالیوودی وکیل‌مدافع شیطان (۱۹۹۷)، جو یانگ نیرومند (۱۹۹۸) و قوانین خانه سایدر (۱۹۹۹) به شهرت بین‌المللی رسید. او برای بازی در نقش قاتل سریالی به‌نام آیلین وورنوس در فیلم هیولا (۲۰۰۳) مورد تحسین منتقدان قرار گرفت و جایزهٔ اسکار بهترین بازیگر زن را کسب کرد. او به اولین شخص اهل آفریقای جنوبی تبدیل شد که در رشتهٔ بازیگری برندهٔ جایزهٔ اسکار می‌شود. ترون مدتی بعد برای بازی در نقش یک زن مورد آزار جنسی و خواهان عدالت در فیلم درام سرزمین شمالی (۲۰۰۵) نامزد دریافت جایزهٔ اسکار دیگری شد.
ترون در چند فیلم اکشن بازی کرده‌است که با موفقیت‌های تجاری همراه بوده‌اند؛ کسب‌وکار ایتالیایی (۲۰۰۳)، هنکاک (۲۰۰۸)، سفیدبرفی و شکارچی (۲۰۱۲)، پرومتئوس (۲۰۱۲)، مکس دیوانه: جاده خشم (۲۰۱۵)، سرنوشت خشمگین (۲۰۱۷)، بلوند اتمی (۲۰۱۷) و نگهبانانی از دیرباز (۲۰۲۰). او همچنین برای بازی در نقش زنان مشکل‌دار در کمدی-درام‌های بزرگسال جوان (۲۰۱۱) و تالی (۲۰۱۸) ساختهٔ جیسون رایتمن تحسین شد. ترون در سال ۲۰۱۹ برای به تصویر کشیدن میگن کلی در درام زندگی‌نامه‌ای بامب‌شل برای سومین بار نامزد دریافت جایزهٔ اسکار شد.
ترون از اوایل دههٔ ۲۰۰۰ با کمپانی تولید فیلم خود، تهیه‌کنندگی چندین فیلم را بر عهده داشته‌است. او فیلم‌های متعددی را تهیه‌کنندگی کرده‌است که در بسیاری از آن‌ها نقش‌آفرینی داشته‌است؛ از جمله دشت سوزان (۲۰۰۸)، جاهای تاریک (۲۰۱۵) و لانگ شات (۲۰۱۹). ترون در سال ۲۰۰۷ شهروند آمریکا شد و در عین حال تابعیت آفریقای جنوبی خود را حفظ کرد. یک ستاره با نام او در پیاده‌روی مشاهیر هالیوود نصب شده‌است.

## اوایل زندگی
ترون در بنونی، در استان ترانسفال (خائوتنگ از سال ۱۹۹۴) در آفریقای جنوبی، تنها فرزند راه‌سازان گِردا (با نام تولد ماریتز) :۱۶–۱۸ و چارلز ترون (۲۷ نوامبر ۱۹۴۷–۲۱ ژوئن ۱۹۹۱) به دنیا آمد. :۱۶–۱۸، ۳۴ دانیل ترون، رهبر نظامی جنگ بوئر دوم، عموی بزرگ او بود. :۱۴ او از یک خانواده آفریکانر است و اصل و نسب او شامل هلندی و همچنین فرانسوی و آلمانی است. اجداد فرانسوی او اوگنوهای اولیه در آفریقای جنوبی بودند. :۱۴ «ترون» (در اصل Théron) یک نام خانوادگی اکسیتانی است که در آفریکانس به صورت [trɔn] تلفظ می‌شود.
او در مزرعه والدینش در بنونی، نزدیک ژوهانسبورگ بزرگ شد.  در ۲۱ ژوئن ۱۹۹۱ پدر الکلی ترون، هر دو شارلیز نوجوان و مادرش را در حال مستی تهدید کرده و به‌طور فیزیکی به مادرش حمله کرد و با اسلحه به هر دوی آنها شلیک کرد. مادر ترون اسلحه دستی خود را گرفته و به او شلیک کرد و او را کشت. این تیراندازی از نظر قانونی دفاع شخصی شناخته شد و مادرش با هیچ اتهامی مواجه نشد.
ترون در مدرسه ابتدایی پوتفونتین (Laerskool Putfontein) شرکت کرد، دوره‌ای که در طی آن او گفته‌است که خوب پیش نمی‌رفت. او در طول دوران کودکی اغلب با یرقان مریض می‌شد و آنتی‌بیوتیک‌هایی که به او داده شد باعث پوسیدگی دندان‌های پیش بالای شیری او شد (که باید با جراحی برداشته می‌شد) و دندان‌ها تا زمانی که او تقریباً ده سال داشت رشد نکردند. ترون در ۱۳ سالگی به مدرسه شبانه‌روزی فرستاده شد و تحصیلات خود را در مدرسه ملی هنر در ژوهانسبورگ آغاز کرد.  اگرچه ترون به زبان انگلیسی مسلط است، زبان مادری او آفریکانس است.

## حرفه
شارلیز جوان، سپس به لس آنجلس رفت. پس از ۸ ماه اقامت در این شهر، در سال ۱۹۹۵ وقتیکه در بانکی بود و می‌خواست که چکی به ارزش ۵۰۰ دلار را نقد کند، مسئول بانک از انجام اینکار امتناع کرد که وی شروع به داد و فریاد کرد ولی تهیه‌کننده‌ای بنام جان کراسبی وی را دید و به یک مدرسه بازیگری معرفی کرد.
بعد از اینکه مجبور شدم رقصیدن را کنار بگذارم، برای بازیگری به لس آنجلس رفتم اما چون نتوانسته بودم کاری پیدا کنم، مادرم پول کرایه خانه‌ام را برایم فرستاده بود و برای نقد کردنش، به یک بانک در بلوار هالیوود رفتم. اما مسئول بانک چکم را نقد نمی‌کرد که باعث عصبانیتم شد. بعد از آن، مردی بنام جان کراسبی کارت ویزیتش را به من داد و از من خواست که با وی تماس بگیرم. فکر می‌کردم دروغگوست اما بعداً معلوم شد که این فرد، استعداد یاب است. وی مرا به چند نفر معرفی کرد و کارم شروع شد

### آغاز کار
اولین فیلم ترون، فیلم «بچه‌های مزرعه ۳» محصول ۱۹۹۵ بود شارلیز جوان که ۱۹ سال داشت، در این فیلم نقش کوتاه و بدون دیالوگی را داشت. اما اولین فیلمی که وی در آن نقش مهمی داشت، دومین فیلمش بود. فیلم «۲ روز در دره» محصول سال ۱۹۹۶ بود که وی در نقش هلگا بازی کرد. در همان سال در فیلم «کاری که می‌کنی» نیز بازی کرد که به گفته خودش، نقش مهمی در بازیگر شدن وی داشت.
از زمان کودکی، همیشه به دیدن فیلم‌های تام هنکس می‌نشستم و واقعاً دوستش داشتم. وقتی‌که تام هنکس مرا برای بازی در نقش کوتاهی از فیلمش انتخاب کرد، بخودم گفتم که «اگر وی (تام هنکس) مرا شایسته بازی در فیلمش می‌داند، پس می‌توانم در این شغل (بازیگری) موفق شوم» و کارم را جدی گرفتم.

### ۱۹۹۷ تا ۲۰۰۲
بعد از بازی در دو فیلم، ترون توانست فرصت بازی در کنار آل پاچینو را در فیلم وکیل مدافع شیطان محصول ۱۹۹۷ به‌دست بیاورد. این فیلم، اولین فیلم مهم ترون بود. «تیلور هاکفورد»، اولین کارگردانی بود که برای داشتن وی تلاش زیادی کرد و خود، مسئولان کمپانی سازنده را متقاعد کرد که ترون بیشتر از یک چهره‌است و توانایی بازی کردن دارد. ترون در فیلم در نقش مری آن بازی کرد. زن کوین لوماکس (کیانو ریوز) که وکیل بسیار ماهریست. ترون ۲۲ ساله، برای بازی در این فیلم، نامزد نخستین جایزه دوران کاری خود شد. وی نامزد جایزه بهترین بازیگر زن فیلم درام از جشنواره فیلم بلک‌باستر شد.
بعد از بازی در فیلم مشاهیر وودی آلن یا همسر فضانورد و همبازی شدن با جانی دپ، در سال ۱۹۹۹، ترون در فیلم قوانین خانه سایدر محصول ۱۹۹۹ بازی کرد. فیلم جزو بهترین فیلم‌های سال ۱۹۹۹ میلادی بود و توانست نامزد ۷ جایزه اسکار -از جمله اسکار بهترین فیلم سال- شود که در نهایت دو جایزه بهترین فیلم‌نامه اقتباسی و بهترین بازیگر نقش مکمل مرد (مایکل کین) را برد. داستان فیلم دربارهٔ جوانی بنام هامر (توبی مگوایر) است که در پرورشگاه و توسط دکتری بنام لارچ (کین) بزرگ می‌شود. ترون در این فیلم که بیش از ۸۸ میلیون دلار فروش داشت، در نقش کندی به بازی پرداخت. زنی جوان که بخاطر جدایی از همسرش که به جنگ رفته، با هامر رابطه پیدا می‌کند.
در همان سال، جیمزگری با تلاش زیاد، مسئولان سازنده فیلم «محوطه» را راضی کرد تا بتواند از ترون در فیلمش استفاده کند. در واقع‌گری یکی از تأثیرگذارترین افراد در حرفه کاری ترون محسوب می‌شود. در این فیلم که نامزد جایزه بهترین فیلم سال جشنواره کن شد، مارک والبرگ و خواکین فونیکس نیز حضور داشتند. در سال بعد ترون در «بازی گوزن‌ها»، همبازی بن افلک شد. در مردان افتخار، نقش کوتاهی را به عنوان همسر رابرت دنیرو به عهده داشت و در افسانه بگر ونس، همبازی ویل اسمیت و مت دیمون شد. فیلمی که رابرت ردفورد آن را کارگردانی کرد.
در سال ۲۰۰۰، ترون مجدداً با کیانو ریوز همبازی شد. این دو در نسخه بازیسازی شده نوامبر شیرین همبازی هم شدند. ترون در این فیلم در نقش سارا بازی کرد و فیلم بیش از ۶۵ میلیون دلار فروش داشت. همچنین این دو برای این فیلم، نامزد جایزه تمشک طلایی برای بدترین بازیگران فیلم بازسازی شده، شدند.
در طی ۲ سال بعد، ترون در «۱۵ دقیقه»، مجدداً همسر دنیرو شد و در «نفرین عقرب یشمی»، برای وودی آلن بازی کرد.

### ۲۰۰۳ تا ۲۰۰۵
شهرت ترون، از سال ۲۰۰۳ آغاز شد. وی ابتدا در نسخه بازسازی شده شغل ایتالیایی به بازی در کنار بازیگرانی چون مارک والبرگ، جیسون استاتهام و ادوارد نورتون پرداخت. فیلم در مجموع بیش از ۱۷۵ میلیون دلار فروش داشت و تا سال ۲۰۰۸، پرفروش‌ترین فیلم ترون محسوب می‌شد. در این سال، پتی جنکینز، با دیدن فیلم وکیل مدافع شیطان، تصمیم گرفت تا نقش اول فیلم هیولا را به ترون بدهد. فیلم براساس واقعیت بود و داستان نخستین قاتل سریالی زن در تاریخ آمریکا را روایت می‌کند. ترون در نقش این زن (ایلین وورنوس) بازی کرد. کسیکه چند روز قبل از آغاز فیلمبرداری فیلم، اعدام شده بود. ترون ۲۷ ساله، برای بازی در این نقش، نامه‌هایی که ایلین در طی ۱۲ سال زندانی بودنش برای یکی از دوستانش نوشته بود را خواند و ۳۰ پوند به وزنش اضافه کرد.
در صحبت‌هایی که با پتی داشتم، هرگز به این مسئله که باید به وزنم اضافه کنم اشاره نشد. اما بعد از خواندن نامه‌های آیلین، متوجه شدم که وی از بدنش راضی نبود. برای همین به پتی گفتم که می‌خواهم به وزنم اضافه کنم. ایلین چاق نبود و مسئله این نبود. منتها من اگر می‌خواستم با بدن خودم بازی کنم، نمی‌توانستم خودم را با احساسی که وی داشته‌است هماهنگ کنم و مطمئن هستم که بیننده نیز چنین احساسی می‌داشت. این چنین کارهایی مرا بیشتر به وی نزدیک کرد
همچنین ترون ابروهای خود را تراشید و از دندان مصنوعی استفاده کرد تا بتواند خود را از نظر چهره، به ایلین وورنوس نزدیک تر کند.
نکته‌ای که دربارهٔ هیولا وجود دارد، این است که همه چیز آن واقعیست. خوشبختانه برای ساخت فیلم، بودجه کمی در اختیار داشتیم و فقط پول گرفتن دندان مصنوعی را داشتیم. به همین علت، برای اینکه خودم را شبیه آیلین کنم، باید واقعاً چنین کاری با خود انجام می‌دادم و نمی‌توانستیم از جلوه‌های ویژه استفاده کنیم. به همین علت فیلم کاملاً طبیعی شد
بازی فراموش نشدنی ترون در این فیلم، نقدهای بسیار مثبتی را برای وی به همراه داشت. راجر ایبرت دربارهٔ بازی ترون در فیلم گفته بود:
بدون شک با یکی از بهترین اجراها در تاریخ سینما روبرو هستید. این اولین بار در تاریخ دوران نقدم بود که بخاطر بازی وی در فیلم، فراموش کردم که نت برداری کنم! مسئولان اسکار اگر جایزه بهترین بازیگر سال را به ترون ندهند، باید خود را بازنشسته کنند چراکه این بهترین بازی و بهترین فیلم سال است
همچنین استفان هولندز در نیویورک تایمز بازی ترون در فیلم را «فراموش ناشدنی» دانسته بود. ریچارد روپر شارلیز را شایسته دریافت یک جایزه اسکار می‌دانست. گلن کنی، بازی ترون را با بازی رابرت دنیرو در گاو خشمگین مقایسه کرده بود و نوشته بود «از زمان بازی دنیرو در «گاو خشمگین»، تاکنون هیچ بازیگری چنین کاری با بدن خود برای بازی در یک فیلم نکرده بود». راجر فریمن نیز دربارهٔ بازی ترون در فیلم گفته بود:
می‌خواهم بگویم که بازی ترون فوق العادست. این بازی کامل، به راحتی می‌تواند وی را نامزد جشنواره‌های بزرگ کند. حتی می‌تواند برایش یک اسکار به همراه داشته باشد. حقیقت این است که بازی وی در این فیلم، اینقدر خوب و کامل است
در نهایت نیز ترون برای این فیلم، نامزد جوایز زیادی شد. از جمله، توانست اسکار و گلدن گلوب بهترین بازیگر نقش اول سال ۲۰۰۴ را به‌دست بیاورد و به شهرت جهانی برسد. ترون همچنین به نخستین شخص آفریقایی که در رده بازیگران موفق به کسب جایزه اسکار می‌شود، تبدیل شد. بعد از دریافت اسکار نیز، برای شرکت در جشن‌های محلی به آفریقا رفت و در کشور خود مهمان افتخاری نلسون ماندلا در تاریخ ۱۱ مارس ۲۰۰۴ بود. ماندلا دربارهٔ ترون گفته بود:
وی (ترون)، مجدداً آفریقا را بر روی نقشه جهان، نمایان کرد. حتی کسانیکه دوست ندارند قبول کنند که کشوری بنام آفریقای جنوبی وجود دارد، با دیدن وی، الان قبول می‌کنند که چنین کشوری وجود دارد و باید به این خاطر، از وی تشکر کرد. افرادی زیادی هستند که هنوز فکر می‌کنند آفریقا بمانند زمان آپارتاید است اما افرادی چون وی نشان می‌دهند که آفریقا دیگر آن کشور گذشته نیست و یک کشور جدید است و به همین دلیل، ما مردم این کشور، از وی سپاس‌گزاریم
در سال ۲۰۰۴، ترون در فیلم زندگی و مرگ پیتر سلرز که داستان زندگی پیتر سلرز، کمدین معروف انگلیسی بود، بازی کرد. وی برای بازی در این فیلم، مجدداً نامزد جایزه گلدن گلوب، و اینبار جایزه بهترین بازیگر زن مکمل سال شد. علاوه بر این، وی نامزد جایزه امی نیز شد چراکه فیلم، یک فیلم تلویزیونی بود. ترون در فیلم در نقش همسر سوم سلرز بازی کرد. دیگر فیلم آن سال ترون نیز، «سر در ابرها» بود که زندگی ۳ دوست در زمان جنگ جهانی را روایت می‌کند.

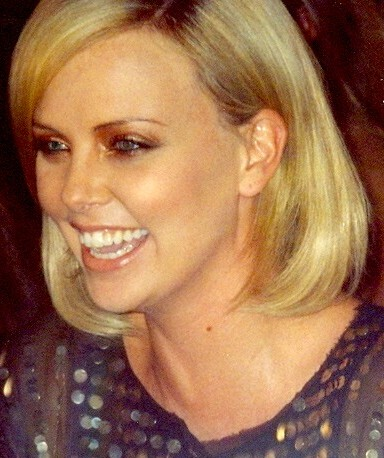
ترون در ۲۰۰۵

در سال ۲۰۰۵، ترون در ایان فلاکس بازی کرد. فیلمی از روی انیمه معروف ژاپنی که البته با استقبال منتقدان همراه نشد و یک شکست کامل تجاری بود. ترون در نقش ایان فلاکس بازی کرد. وی برای بازی در این فیلم، ۳ ماه تمریناتی چون ژیمناستیک را پشت سر گذاشت بود اما در حین ساخت فیلم، دچار مصدومیت از ناحیه گردن شد و فیلمبرداری فیلم برای چند هفته، به تعویق افتاد. به گفته سازندگان فیلم، اکثر سکانس‌های فیلم را، خود ترون بازی کرد و از بدل استفاده نکرد. همچنین در این سال، وی در ۵ قسمت از فصل سوم سریال معروف انحصار زندگی به بازی پرداخت.
سرزمین شمالی دیگر فیلم سال ۲۰۰۵ ترون بود که دومین نامزدی اسکار را برای وی رقم زد و سومین نامزدی گلدن گلاب پیاپی را برای وی به ارمغان آورد هر چند که وی نتوانست این جوایز را ببرد. این فیلم نیز که براساس واقعیت بود، روایت گر نخستین دادگاه مقابله با خشونت جنسی علیه زنان در تاریخ آمریکاست که ترون در نقش جوسی آیمز -که این دادگاه بخاطر وی ایجاد می‌شود- و در کنار بازیگرانی چون فرانسیس مک‌دورمند و وودی هارلسون بازی کرد. همچنین درحالی‌که ترون تازه‌وارد دهه سوم زندگی خود شده بود، ستاره خود را در بلوار مشاهیر هالیوود به‌دست‌آورد تا نامش در تاریخ سینما، به ثبت برسد.

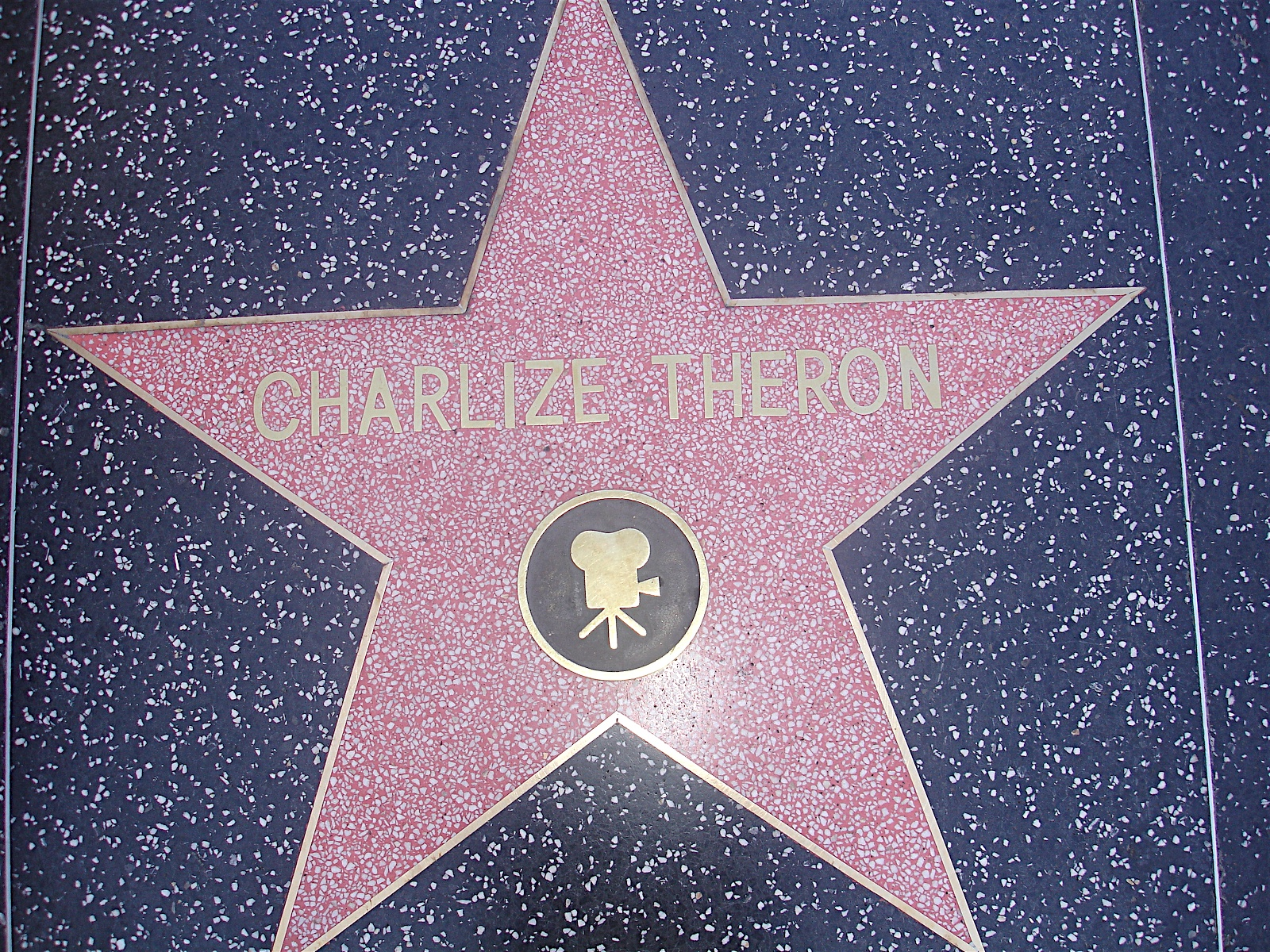
ستاره شارلیز ترون در هالیوود

### ۲۰۰۷ تاکنون
ترون در سال ۲۰۰۶ فیلمی را برای نمایش نداشت و در سال ۲۰۰۷ با فیلم در دره الاه به سینما بازگشت. فیلم که داستان دلیل مفقود شدن یکی از سربازان آمریکایی برگشته از افغانستان است، سیاسی‌ترین فیلم ترون است. وی در این فیلم در نقش یک کاراگاه بازی می‌کند که به پدر یک سربازان گمشده آمریکایی کمک می‌کند تا راز مفقود شدن پسرش را برملا کند. پل هگیس کارگردان فیلم است و تامی لی جونز دیگر بازیگر فیلم است که نامزد جایزه اسکار بهترین بازیگر نقش اول مرد سال نیز شد.
نزاع در سیاتل و خوابگردی، دو فیلم دیگر ترون بودند تا اینکه در سال ۲۰۰۸، در فیلم هنکاک به بازی پرداخت. هنکاک در مجموع بیش از ۶۰۰ میلیون دلار فروش کرد و چهارمین فیلم پرفروش سال ۲۰۰۸ شد. تاکنون، این پرفروش‌ترین فیلمیست که ترون در آن بازی کرده‌است. ویل اسمیت در نقش اصلی فیلم و در نقش ابرقهرمانی به نام هنکاک به بازی می‌پردازد؛ که بعد از نجات جان شخصی بنام ری (جیسون بتمن)، وارد بخش جدیدی از زندگیش می‌شود. ترون در نقش همسر ری به بازی می‌پردازد که از اواسط فیلم، نقشش بیشتر و مهم‌تر می‌شود.
دشت سوزان دیگر فیلم ترون در سال ۲۰۰۸ بود. یک فیلم مستقل و درام به کارگردانی "خولیرمو آریاگاً که علاوه بر ترون، کیم باسینگر نیز در آن بازی کرد. جاده محصول ۲۰۰۹، آخرین فیلمیست که از ترون اکران شده‌است که وی نقش بسیار کوتاهی در فیلم دارد. داستان فیلم که براساس رمان بسیار موفق جاده نوشته کورمک مک‌کارتی، ساخته شده، دربارهٔ تلاش پدر و پسری برای زنده ماندن پس از نابودی زمین است. ترون نیز در نقش مادر بازی می‌کند.
ترون سپس بخاطر زندگی شخصی خود، به مدت ۳ سال بازیگری را کنار گذاشت و در سال ۲۰۱۱ بر سر صحنه فیلمبرداری فیلم بزرگسالان جوان ظاهر شد. داستان فیلم دربارهٔ نویسنده‌ای با بازی ترون است که برای نابود کردن ازدواج دوست پسر دوران دبیرستانش (پاتریک ویلسون)، به زادگاهش می‌رود تا بتواند مجدداً با وی رابطه برقرار کند. جیسون ریتمن کارگردان فیلم است و فیلم از روز ۱۶ دسامبر سال ۲۰۱۱، در آمریکا اکران خواهد شد. نقدهای اولیه فیلم بسیار مثبت بوده‌اند و گفته می‌شود که ترون برای بازی در این فیلم، می‌تواند سومین نامزدی اسکار خود را به‌دست بیاورد.
پرومتئوس، دیگر فیلم جدید ترون است که در حال سپری کردن مراحل پس از تولید خود است تا در تابستان سال ۲۰۱۲ اکران شود. صحبت‌هایی دربارهٔ اینکه فیلم پیش‌درآمدی بر سری فیلم‌های بیگانه است، وجود دارد که سازندگان فیلم از جمله ریدلی اسکات، کارگردان فیلم، این موضوع را رد کرده‌اند. خود ترون نیز در این مورد گفت:
بسیاری از مردم فکر می‌کنند که این فیلم پیش‌درآمدی بر بیگانه‌است که چنین نیست. این یک فیلم کاملاً مستقل است که داستان قبل از فیلم بیگانه ۱ را روایت نمی‌کند
با این حال، داستان فیلم بمانند سری فیلم‌های قبلیست. داستان دربارهٔ گروهی از دانشمندان است که برای یک مأموریت به فضا می‌روند و با چیزی مواجه می‌شوند که زندگیشان را دگرگون می‌کند. شارلیز در این فیلم، در نقش مردیت ویکرز بازی می‌کند که این پروژه را اداره می‌کند. ترون دربارهٔ این نقش می‌گوید:
مردیت ویکرز، متفاوت‌ترین شخصیتی است که تاکنون در نقش آن بازی کرده‌ام. وی کت و شلوار می‌پوشد و اداره‌کننده این پروژه است. در ابتدا یک شخصیت بسیار خشک است که تنها به پول اعتقاد دارد اما تنها در اواخر فیلم، شخصیت واقعی خودش را نشان می‌دهد

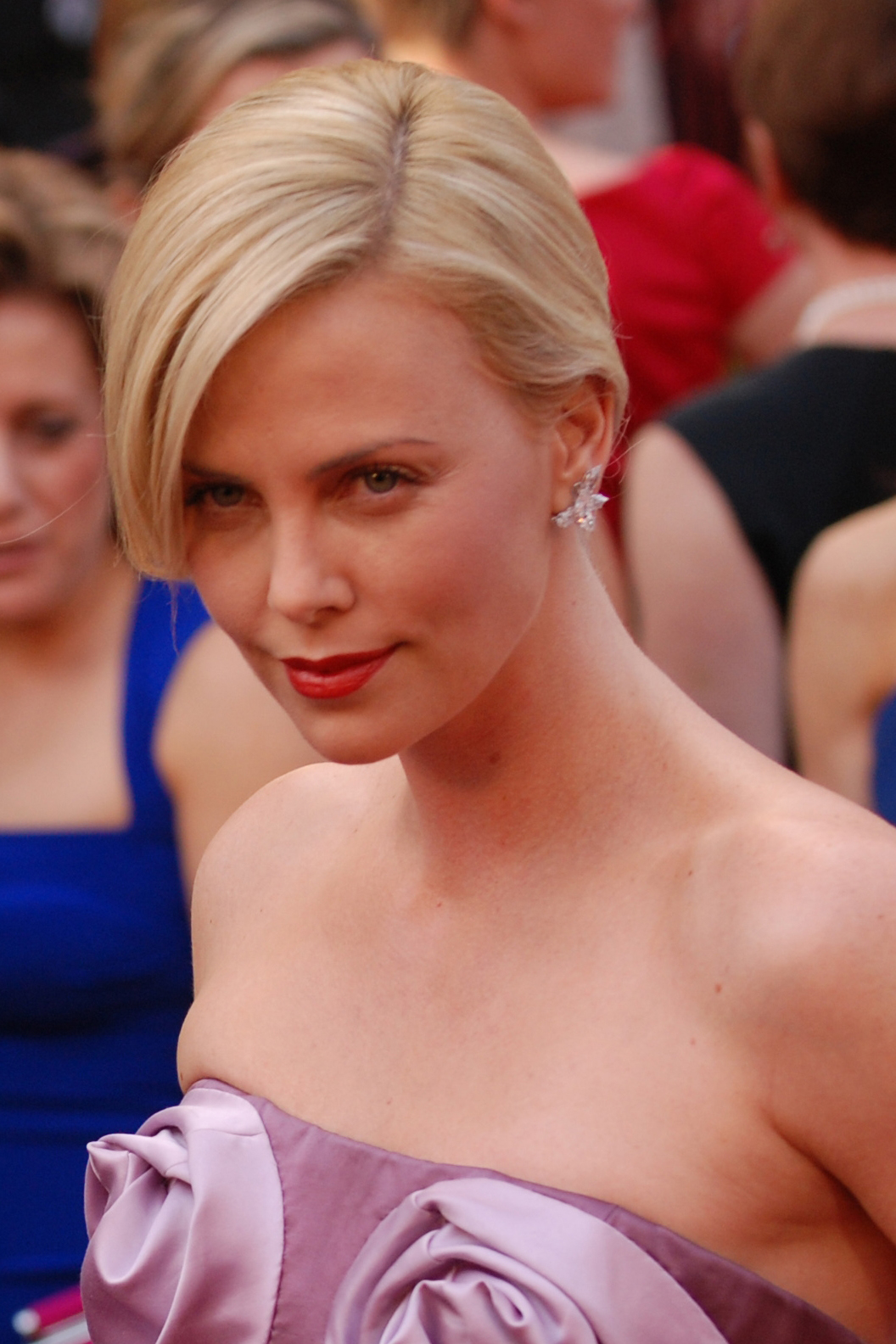
ترون در ۲۰۱۰

دیگر فیلم ترون، سفیدبرفی و شکارچی است که برداشتی متفاوت از داستان سفیدبرفی است. شارلیز در فیلم در نقش مادرخوانده سفیدبرفی (ملکه) بازی می‌کند. ترون برای بازی در این فیلم، فیلم جی‌ادگار کلینت ایستوود را رد کرد. ترون دلیل انتخاب این فیلم را چنین بیان کرده بود:
اینکه یک فرصت باشد که بتوانید چیزی که مردم خیلی خوب می‌شناسند را به کل تغییر دهید، می‌تواند خیلی جالب باشد
کریستن استوارت نیز در این فیلم در نقش سفیدبرفی بازی خواهد کرد و فیلم قرار است تا تابستان سال ۲۰۱۲ میلادی، اکران شود. همچنین طبق گفته تهیه‌کنندگان فیلم، این فیلم ۳ گانه خواهد بود و این اولین قسمت از این سری فیلم است. ترون در سال ۲۰۱۱ به پروژه مکس دیوانه پیوست و تا پایان ۲۰۱۳ فیلمبرداری این فیلم به طول انجامید. شارلیز در مکس دیوانه: جاده خشم در کنار تام هاردی به ایفای نقش پرداخت. این فیلم در سال ۲۰۱۵ اکران شد و به موفقیت رسید.

### جایزه سینماتک در سال ۲۰۱۹
شارلیز ترون در سال ۲۰۱۹ سی و سومین جایزه سینماتک آمریکا را دریافت می‌کند. این جایزه افتخاری هر سال به یک سینماگر که نقش برجسته‌ای در زمینه هنر و صنعت سینما دارد، اهدا می‌شود.
مراسم اهدای این جایزه امسال قرار است روز ۸ نوامبر در هتل بورلی هیلتن برگزار شود.

## سایر فعالیت‌ها

### تلویزیون
ترون تاکنون در ۳ فیلم/سریال تلویزیونی بازی کرده‌است.
ابتدا در سال ۱۹۹۷ و در فیلم «محرمانه هالیوود» به بازی پرداخت که این فیلم برای نمایش در تلویزیون ساخته شد. ژانر فیلم کمدیست و بازیگرانی چون اولماس در آن بازی می‌کنند.
در ادامه شارلیز در یک فیلم دیگر که برای نمایش در تلویزیون ساخته شده بود، به ایفای نقش پرداخت. نام فیلم زندگی و مرگ پیتر سلرز بود و محصول سال ۲۰۰۴. داستان فیلم دربارهٔ پیتر سلرز، کمدین معروف انگلیسیست و شارلیز ترون در نقش «بریت ایکلند»، همسر دوم سلرز به ایفای نقش پراخته است. علاوه بر ترون، بازیگرانی چون جفری راش (در نقش سلرز) و استنلی توچی نیز در فیلم به بازی پرداخته‌اند. استفان هاپکینز کارگردان اثر است. فیلم با استقبال منتقدان روبه رو شد و توانست در قسمت بهترین فیلم ساخته شده برای تلویزیون، برنده جایزه گلدن گلوب شود. ترون نیز برای بازی در این فیلم، نامزد گلدن گلوب و جایزه امی شد که نتوانست برنده آن‌ها شود.
در سال بعد ترون در ۵ قسمت از سریال معروف «پرورش شکست‌خورده (مجموعه تلویزیونی)» به بازی پرداخت. فیلم یکی از برترین و محبوب‌ترین سریال‌های تاریخ آمریکاست و شارلیز در فصل سوم و پایانی آن، در ۵ قسمت ابتدایی و در نقش ریتا ظاهر شد. فیلم در ژانر کمدی بود و بازیگرانی چون «جیسون بتمن» در آن به ایفای نقش پرداختند.

### صداپیشگی
در سال ۲۰۰۶، شارلیز در یک قسمت از انیمیشن/سریال «مرغ آهنی» صداپیشگی کرد. وی در ۳ نقش «مادر دانیل»، «مادر» و «شخص منتظر» و در آخرین قسمت از فصل دوم آن حضور داشت که اولین تجربه صداپیشگی وی بود.
در سال ۲۰۰۹ نیز ترون در انیمیشن «پسر آسترو» به صدا پیشگی پرداخت. وی در نقش «راوی» صداپیشگی کرد و اولین شخصی در انیمیشن بود که صحبت کرد. غیر از ترون، افراد دیگری جون فردی هایمور، نیکلاس کیج و کریستن بل نیز در این انیمیشن صدا پیشگی کردند.

### موزیک ویدئو
در سال ۲۰۱۰، شارلیز در موزیک ویدئو «تیراندازی» از «براندان فلوورس» حضور پیدا کرد. این نخستین تک آهنگ فلورس و نخستین موزیک ویدئویی بود که شارلیز ترون در آن حضور داشت. در این ویدئو، ترون، جان فلورس را چندین بار نجات می‌دهد.

### تهیه‌کننده
ترون از سال ۲۰۰۳ و با فیلم «هیولا» کار تهیه‌کنندگی را آغاز کرد. فیلم با بودجه‌ای ۸ میلیونی ساخته شد و در نزدیک به ۱۷۰ روز اکران خود، در مجموع نزدیک به ۳۵ میلیون دلار فروش داشت و کاملاً موفق بود.
۳ سال بعد و در سال ۲۰۰۶، شارلیز تهیه‌کنندگی یک مستند با نام «شرق هاوانا» را بر عهده گرفت. فیلم در مجموع تنها دو هفته اکران داشت و به ۱۲ هزار دلار فروش رسید که برای یک مستند، رقم متوسطی است.
در سال ۲۰۰۸، شارلیز ترون تهیه‌کنندگی فیلم «خوابگردی» را به عهده گرفت. این فیلم نیز در مجموع ۹ هفته اکران خود، تقریباً ۱۷۷ هزار دلار فروش داشت که رقم بسیار پایینیست.
در نهایت فیلم «دشت سوزان» که ترون مدیر اجرایی فیلم بود. گفته می‌شود که بودجه ساخت فیلم، حدود ۲۰ میلیون دلار بوده‌است که با توجه به فروش ۲۰۰ هزار دلاری خود در طی ۷۰ روز، کاملاً شکست خورده‌است.
همچنین شارلیز قرار است تا تهیه‌کنندگی یک سریال بنام «شکارچی ذهن» را بر عهده داشته باشد. این سریال از طریق شبکه اچ بی او پخش خواهد شد و دیوید فینچر کارگردانی آن را بر عهده خواهد داشت. گفته می‌شود که ترون جز تهیه‌کنندگان فیلم جدید خود با عنوان «حوان بالغ» است.
به علاوه ترون حق ساخت ۲ فیلم «فلورنس عربستان» و «دو چشم خیره» را در اختیار دارد و قرار است تهیه‌کنندگی این دو فیلم را نیز بر عهده داشته باشد.

### مجری‌گری مراسم قرعه کشی جام جهانی فوتبال
در دسامبر ۲۰۰۹، شارلیز به عنوان مجری، در مراسم قرعه کشی جام جهانی فوتبال ۲۰۱۰ در شهر کیپ‌تاون حضور داشت. وی در مراسم تمرین، به شوخی وقتی توپی که مربوط به کشور فرانسه بود را برداشت، نام کشور ایرلند جنوبی را به جای آن خواند که متلکی بود بخاطر صعود فرانسه به جام جهانی، به وسیلهٔ گل مردودش. البته این شوخی باعث نگرانی بعضی مسئولان فیفا شده بود که شاید وی اینکار را در مراسم اصلی و جلوی میلیون‌ها بیننده نیز انجام دهد که این اتفاق رخ نداد.

## کارهای خیریه
ترون سابقه زیادی در کارهای خیریه دارد طوری‌که برای مثال در یک مقاله در سال ۲۰۰۹ در مجله یو اس آمریکا، مقاله‌ای با عنوان «ستارگان درخشان» چاپ شد که در آن از ۸ فرد مشهوری که به طرق مختلف به افراد نیازمند کمک می‌کنند نام برده شده بود که نام شارلیز ترون نیز در آن وجود داشت.

### پروژه توسعه آفریقای جنوبی
سال‌های زیادیست که ترون بنیادی را با نام "پروژه توسعه آفریقای جنوبی توسط شارلیز ترون" را به وجود آورده‌است. هدف این پروژه، کمک به مردم و به‌خصوص کودکان آفریقایی است و به آن‌ها آموزش‌های لازم برای جلوگیری از مبتلا شدن به بیماری ایدز را می‌دهد. این پروژه تاکنون کمک شایانی به مردم آفریقا کرده‌است و ترون را نامزد جایزه ماندلا کرده‌است که به کسانی اهدا می‌شود که بیشترین تلاش را برای مردم کشور آفریقا داشته‌اند. برای مثال، وی بیش از آغاز جام جهانی فوتبال در کشورش، چندین زمین فوتبال را در مناطقی که در آن امکان فوتبال بازی کردن برای کودکان نیست، احداث کرد.

### پیام‌آور صلح سازمان ملل
در ۱۷ نوامبر سال ۲۰۰۸، ترون از طرف دبیرکل سازمان ملل، «بان کی مون» به عنوان سفیر صلح سازمان ملل انتخاب شد.
وظیفه ترون در این سازمان، تلاش جهت پیشگیری از ایدز، دفاع از حقوق زنان و پایان دادن به خشونت علیه زنان است.

### کمک به زلزله زدگان هاییتی
در شرایطی که در اوایل سال ۲۰۱۰ میلادی، زلزله‌ای در هاییتی به وقوع پیوست، ترون در کنار تعداد زیادی از افراد سرشناس در مراسم‌های خیریه مختلف که برای کمک به مردم هاییتی برگزار می‌شد، شرکت می‌کرد.
برای مثال وی در برنامه «امید برای هاییتی» که توسط جرج کلونی برگزار شد، شرکت کرد. این یک برنامه تلویزیونی بود که افراد سرشناس به تلفن‌های مردمی که قصد کمک کردن داشتند، جواب می‌دادند. طبق آمار، از طریق این برنامه، بیش از ۳۰ میلیون دلار جمع‌آوری شد
.
و یا در مراسمی که "پل هگیس" آن را ترتیب داده بود. در این مراسم حدود ۱۰۰ نفر از اهالی هالیوود حضور داشتند و قرار بود هر فرد ۵ هزار دلار کمک کند اما افرادی چون "پنه لوپه کروز"، "نیکول کیدمن"، "جاش برولین" و ترون بسیار بیشتر از این مقدار کمک کردند تا در مجموع بیش از ۴ میلیون دلار از این طریق جمع‌آوری شود.

## زندگی شخصی

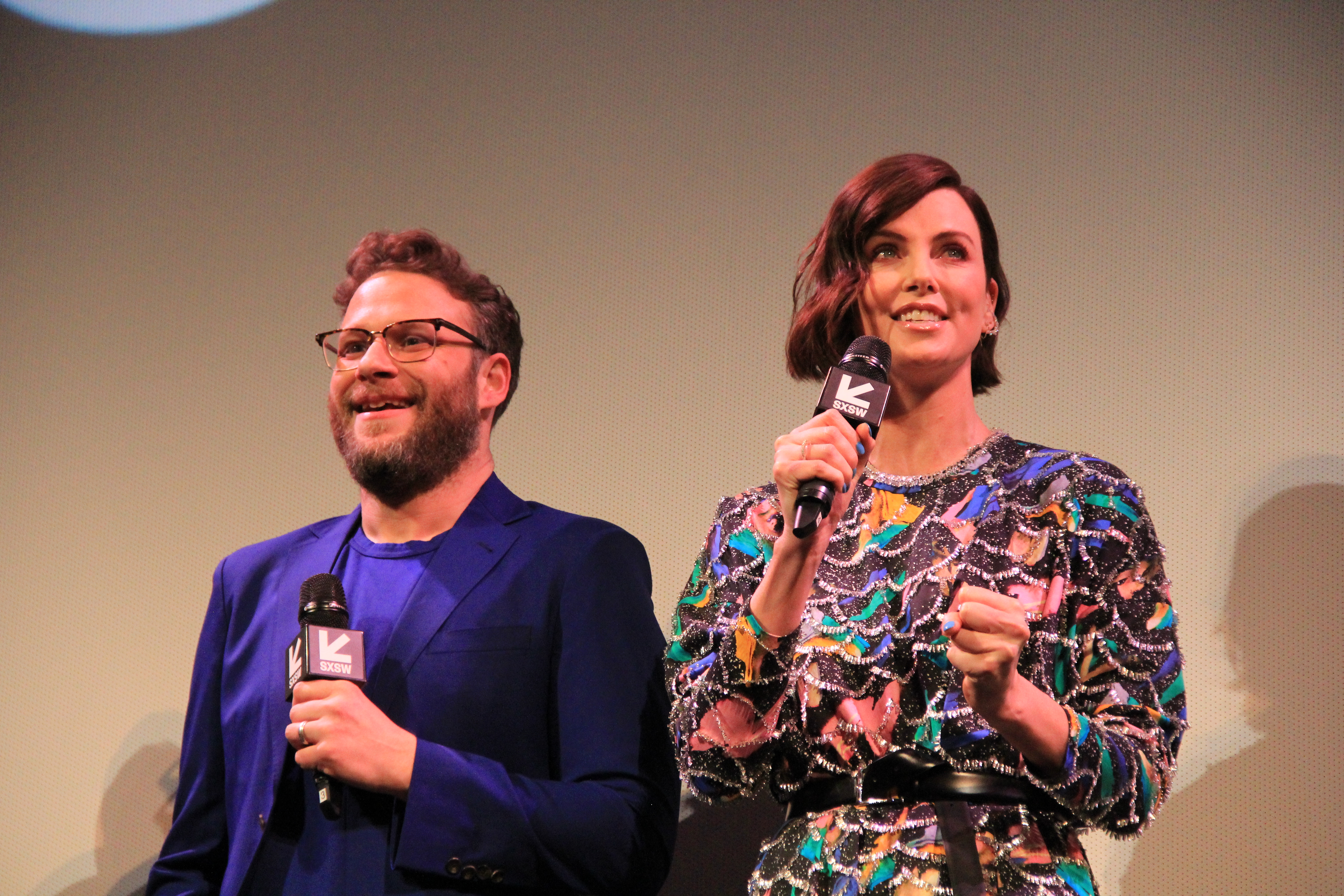
شارلیز ترون و ست روگن

ترون در سال ۲۰۰۷ شهروندی ایالات متحده آمریکا را دریافت کرد، در حالی که تابعیت آفریقای جنوبی خود را حفظ کرده‌است. او در لس آنجلس زندگی می‌کند.
ترون دو فرزند را به فرزندی پذیرفته‌است: یک دختر به نام «جکسون» در مارس ۲۰۱۲ و یک دختر دیگر، به نام «اوت» در ژوئیه ۲۰۱۵. او گفته که از دوران کودکی و از زمانی که از پرورشگاه‌ها و تعداد زیاد کودکان در آنها آگاه شد به فرزندخواندگی علاقه پیدا کرد. ترون در آوریل ۲۰۱۹ فاش کرد که جکسون که در آن زمان هفت‌ساله بود، یک دختر ترنس است. او در مورد دخترانش گفت: «آنها همان‌طور که هستند به دنیا آمدند و این تصمیم من نیست که زمانی که هر دو بزرگ شوند دقیقاً در کجای دنیا خودشان را پیدا کنند و چه کسی باشند.»
او از بازیگران زن سوزان ساراندون و سیگورنی ویور الهام گرفته‌است. او تحسین خود از تام هنکس را به عنوان یک «عشق» توصیف کرده‌است و بسیاری از فیلم‌های او را در دوران جوانی تماشا کرده‌است. بازیگران هالیوود در مجلات آفریقای جنوبی هرگز نمایش داده نشدند، بنابراین ترون هرگز نمی‌دانست که هنکس چقدر مشهور است تا زمانی که به ایالات متحده نقل مکان کرد، که به عنوان عاملی برای نگرش «بی‌آلایش و خاکی‌بودن» ترون نسبت به شهرت استنباط شده‌است. ترون پس پایان فیلمبرداری آن کاری که می‌کنی! امضای هنکس را روی فیلمنامه‌اش گرفت. او بعداً جایزه گلدن گلوب سیسیل بی. دمیل در سال ۲۰۲۰ را به او تقدیم کرد، که در آن هنکس فاش کرد که از روزی که ترون را ملاقات کرد، تحسین متقابلی برای حرفهٔ او داشت.
ترون در سال ۲۰۱۸ گفت که در سی سالگی به دلیل عصبانیت به درمان رفت و متوجه شد که این به دلیل ناامیدی او از بزرگ شدن در طول آپارتاید آفریقای جنوبی است، که در ۱۵ سالگی به پایان رسید.

### روابط
اولین رابطه عمومی ترون با بازیگر کریگ برکو بود که از سال ۱۹۹۵ تا ۱۹۹۷ با او قرار داشت.
ترون تا اکتبر ۲۰۰۱ به مدت سه سال با استیون جنکینز خواننده گروه راک ثرد آی بلایند رابطه داشت. برخی از ترانه‌های سومین آلبوم این گروه به بررسی احساسات جنکینز در نتیجهٔ جدایی آنها می‌پردازد.
ترون در سال ۲۰۰۱ پس از آشنایی با بازیگر ایرلندی استوارت تاونسند در صحنهٔ فیلمبرداری سریال به‌دام‌افتاده رابطهٔ خود را با او آغاز کرد. این زوج در لس آنجلس و ایرلند با هم زندگی می‌کردند. این زوج در اواخر ۲۰۰۹ از هم جدا شدند.
در دسامبر ۲۰۱۳، ترون با بازیگر آمریکایی شان پن آشنا شد. این رابطه در ژوئن ۲۰۱۵ به پایان رسید.

## فیلم‌شناسی

### جوایز و نامزدی‌ها

#### جوایز
شارلیز ترون تاکنون (اکتبر ۲۰۱۰) در مجموع ۵۱ بار نامزد دریافت جایزهای مختلف برای بازی در فیلم‌هایش شده که توانسته ۲۵ جایزه را به‌دست بیاورد که مهم‌ترین آن اسکار بهترین بازیگر نقش اول زن برای فیلم هیولا است. مروری بر برخی از این جوایز در جدول زیر.
| سال  | برای فیلم                      | جایزه                                                                                   | بخش                                                                           | نتیجه     |
| ---- | ------------------------------ | --------------------------------------------------------------------------------------- | ----------------------------------------------------------------------------- | --------- |
| ۱۹۹۸ | جو یانگ نیرومند (فیلم ۱۹۹۸)    | جایزه ساترن                                                                             | بهترین بازیگر نقش مکمل زن                                                     | نامزدشده  |
| ۱۹۹۹ | The Cider House Rules          | جایزه بامبی                                                                             | Shooting Star: Female                                                         | برنده     |
| ۱۹۹۹ | The Cider House Rules          | جایزه ستلایت                                                                            | بهترین بازیگر نقش مکمل زن – Drama                                             | نامزدشده  |
| ۱۹۹۹ | The Cider House Rules          | جایزه انجمن بازیگران فیلم                                                               | Outstanding Performance by a Cast in a Motion Picture                         | نامزدشده  |
| ۱۹۹۹ | The Cider House Rules          | جوایز برگزیده نوجوانان                                                                  | Film – Choice Actress                                                         | نامزدشده  |
| ۲۰۰۱ | نوامبر شیرین                   | جایزه تمشک طلایی                                                                        | Worst Actress                                                                 | نامزدشده  |
| ۲۰۰۳ | هیولا                          | جایزه اسکار                                                                             | بهترین بازیگر نقش اول زن                                                      | برنده     |
| ۲۰۰۳ | هیولا                          | بفتا                                                                                    | کاندیدای بهترین بازیگر نقش اول زن                                             | نامزدشده  |
| ۲۰۰۳ | هیولا                          | Central Ohio Film Critics Association Award                                             | بهترین بازیگر نقش اول زن                                                      | برنده     |
| ۲۰۰۳ | هیولا                          | انجمن منتقدان فیلم شیکاگو                                                               | بهترین بازیگر نقش اول زن                                                      | برنده     |
| ۲۰۰۳ | هیولا                          | جایزه انجمن منتقدان پخش‌کننده فیلم                                                       | بهترین بازیگر نقش اول زن                                                      | برنده     |
| ۲۰۰۳ | هیولا                          | انجمن منتقدان فیلم دالاس‌فورت وورث                                                       | بهترین بازیگر نقش اول زن                                                      | برنده     |
| ۲۰۰۳ | هیولا                          | جایزه گلدن گلوب                                                                         | بهترین بازیگر نقش اول زن – Motion Picture Drama                               | برنده     |
| ۲۰۰۳ | هیولا                          | جایزه ایندیپندنت اسپیریت                                                                | Best Female Lead                                                              | برنده     |
| ۲۰۰۳ | هیولا                          | Irish Film & Television Award                                                           | Best International Actress                                                    | نامزدشده  |
| ۲۰۰۳ | هیولا                          | Las Vegas Film Critics Society Award                                                    | بهترین بازیگر نقش اول زن                                                      | برنده     |
| ۲۰۰۳ | هیولا                          | انجمن منتقدان فیلم لندن                                                                 | Actress of the Year                                                           | نامزدشده  |
| ۲۰۰۳ | هیولا                          | Los Angeles Film Critics Association Award                                              | Best Actress                                                                  | نامزدشده  |
| ۲۰۰۳ | هیولا                          | جایزه سینمایی ام‌تی‌وی                                                                    | Best Female Performance                                                       | نامزدشده  |
| ۲۰۰۳ | هیولا                          | جایزه سینمایی ام‌تی‌وی                                                                    | Best Kiss                                                                     | نامزدشده  |
| ۲۰۰۳ | هیولا                          | هیئت ملی بازبینی فیلم                                                                   | Best Breakthrough Performance by an Actress                                   | برنده     |
| ۲۰۰۳ | هیولا                          | جامعه ملی منتقدان فیلم                                                                  | بهترین بازیگر نقش اول زن                                                      | برنده     |
| ۲۰۰۳ | هیولا                          | حلقه منتقدان فیلم نیویورک                                                               | بهترین بازیگر نقش اول زن                                                      | نامزدشده  |
| ۲۰۰۳ | هیولا                          | New York Film Critics Online Awards                                                     | بهترین بازیگر نقش اول زن                                                      | برنده     |
| ۲۰۰۳ | هیولا                          | جامعه آنلاین منتقدان فیلم                                                               | بهترین بازیگر نقش اول زن                                                      | نامزدشده  |
| ۲۰۰۳ | هیولا                          | حلقه منتقدان فیلم سان‌فرانسیسکو                                                          | بهترین بازیگر نقش اول زن                                                      | برنده     |
| ۲۰۰۳ | هیولا                          | جایزه ستلایت                                                                            | بهترین بازیگر نقش اول زن – Motion Picture Drama                               | برنده     |
| ۲۰۰۳ | هیولا                          | جایزه انجمن بازیگران فیلم                                                               | Outstanding Performance by a Female Actor in a Leading Role                   | برنده     |
| ۲۰۰۳ | هیولا                          | جشنواره بین‌المللی فیلم برلین (tied with کاتالینا ساندینو مورنو for ماریا سرشار از برکت) | بهترین بازیگر نقش اول زن                                                      | برنده     |
| ۲۰۰۳ | هیولا                          | حلقه منتقدان فیلم ونکوور                                                                | بهترین بازیگر نقش اول زن                                                      | برنده     |
| ۲۰۰۴ | زندگی و مرگ پیتر سلرز          | جایزه گلدن گلوب                                                                         | بهترین بازیگر نقش مکمل زن – Series, Miniseries, or Television Film            | نامزدشده  |
| ۲۰۰۴ | زندگی و مرگ پیتر سلرز          | جایزه امی ساعات پربیننده                                                                | Outstanding Supporting Actress in a Miniseries or Movie                       | نامزدشده  |
| ۲۰۰۴ | زندگی و مرگ پیتر سلرز          | جایزه انجمن بازیگران فیلم                                                               | Outstanding Performance by a Female Actor in a Miniseries or Television Movie | نامزدشده  |
| ۲۰۰۵ | سرزمین شمالی                   | جایزه اسکار                                                                             | بهترین بازیگر نقش اول زن                                                      | نامزدشده  |
| ۲۰۰۵ | سرزمین شمالی                   | بفتا                                                                                    | کاندیدای نقش اول زن                                                           | نامزدشده  |
| ۲۰۰۵ | سرزمین شمالی                   | جایزه انجمن منتقدان پخش‌کننده فیلم                                                       | بهترین بازیگر نقش اول زن                                                      | نامزدشده  |
| ۲۰۰۵ | سرزمین شمالی                   | انجمن منتقدان فیلم دالاس‌فورت وورث                                                       | Best Actress                                                                  | نامزدشده  |
| ۲۰۰۵ | سرزمین شمالی                   | جایزه گلدن گلوب                                                                         | بهترین بازیگر نقش اول زن – Motion Picture Drama                               | نامزدشده  |
| ۲۰۰۵ | سرزمین شمالی                   | جایزه ستلایت                                                                            | بهترین بازیگر نقش اول زن – Motion Picture Drama                               | نامزدشده  |
| ۲۰۰۵ | سرزمین شمالی                   | جایزه انجمن بازیگران فیلم                                                               | Outstanding Performance by a Female Actor in a Leading Role                   | نامزدشده  |
| ۲۰۰۵ | سرزمین شمالی                   | انجمن منتقدان فیلم سنت لوئیس                                                            | بهترین بازیگر نقش اول زن                                                      | نامزدشده  |
| ۲۰۰۵ | سرزمین شمالی                   | حلقه منتقدان فیلم ونکوور                                                                | بهترین بازیگر نقش اول زن                                                      | نامزدشده  |
| ۲۰۰۵ | سرزمین شمالی                   | انجمن منتقدان فیلم منطقه واشینگتن، دی.سی.                                               | بهترین بازیگر نقش اول زن                                                      | نامزدشده  |
| ۲۰۰۵ | سرزمین شمالی                   | حلقه زنان منتقد فیلم                                                                    | Best Female Images in a Movie                                                 | برنده     |
| ۲۰۰۵ | سرزمین شمالی                   | حلقه زنان منتقد فیلم                                                                    | بهترین بازیگر نقش اول زن                                                      | برنده     |
| ۲۰۰۸ | هنکاک                          | جایزه ساترن                                                                             | بهترین بازیگر نقش مکمل زن                                                     | نامزدشده  |
| ۲۰۰۹ | دشت سوزان                      | جایزه ساترن                                                                             | بهترین بازیگر نقش اول زن                                                      | نامزدشده  |
| ۲۰۱۱ | بزرگسالان جوان                 | Central Ohio Film Critics Association Award                                             | بهترین بازیگر نقش اول زن                                                      | نامزدشده  |
| ۲۰۱۱ | بزرگسالان جوان                 | جایزه انجمن منتقدان پخش‌کننده فیلم                                                       | بهترین بازیگر نقش اول زن                                                      | نامزدشده  |
| ۲۰۱۱ | بزرگسالان جوان                 | انجمن منتقدان فیلم دالاس‌فورت وورث                                                       | بهترین بازیگر نقش اول زن                                                      | نامزدشده  |
| ۲۰۱۱ | بزرگسالان جوان                 | جامعه منتقدان فیلم دیترویت                                                              | بهترین بازیگر نقش اول زن                                                      | نامزدشده  |
| ۲۰۱۱ | بزرگسالان جوان                 | انجمن منتقدان فیلم جورجیا                                                               | بهترین بازیگر نقش اول زن                                                      | نامزدشده  |
| ۲۰۱۱ | بزرگسالان جوان                 | جایزه گلدن گلوب                                                                         | بهترین بازیگر نقش اول زن – Motion Picture Musical or Comedy                   | نامزدشده  |
| ۲۰۱۱ | بزرگسالان جوان                 | هیئت ملی بازبینی فیلم                                                                   | بهترین بازیگر نقش اول زن (runner-up)                                          | نامزدشده  |
| ۲۰۱۱ | بزرگسالان جوان                 | جشنواره بین‌المللی فیلم پالم اسپرینگز                                                    | Chairman's Vanguard Award                                                     | برنده     |
| ۲۰۱۱ | بزرگسالان جوان                 | جایزه ستلایت                                                                            | بهترین بازیگر نقش اول زن – Motion Picture                                     | نامزدشده  |
| ۲۰۱۲ | پرومتئوس                       | جوایز برگزیده نوجوانان                                                                  | Choice Summer Movie Star: Female                                              | نامزدشده  |
| ۲۰۱۲ | پرومتئوس                       | جایزه برگزیده مردم                                                                      | Favorite Dramatic Movie Actress                                               | نامزدشده  |
| ۲۰۱۲ | سفیدبرفی و شکارچی              | جایزه برگزیده مردم                                                                      | Favorite Dramatic Movie Actress                                               | نامزدشده  |
| ۲۰۱۲ | سفیدبرفی و شکارچی              | جایزه ساترن                                                                             | بهترین بازیگر نقش مکمل زن                                                     | نامزدشده  |
| ۲۰۱۲ | سفیدبرفی و شکارچی              | جوایز برگزیده نوجوانان                                                                  | Choice Movie Hissy Fit                                                        | برنده     |
| ۲۰۱۲ | سفیدبرفی و شکارچی              | جوایز برگزیده نوجوانان                                                                  | Choice Movie Villain                                                          | نامزدشده  |
| ۲۰۱۲ | سفیدبرفی و شکارچی              | جوایز برگزیده نوجوانان                                                                  | Choice Summer Movie Star: Female                                              | نامزدشده  |
| ۲۰۱۵ | یک میلیون راه برای مردن در غرب | جایزه تمشک طلایی                                                                        | Worst Actress                                                                 | در انتظار |
| ۲۰۱۵ | یک میلیون راه برای مردن در غرب | جایزه تمشک طلایی                                                                        | Worst Screen Combo (with ست مک‌فارلن)                                          | در انتظار |